# 강균성
강균성(姜均成, 1981년 4월 18일 ~ )은 대한민국의 가수 및 그룹 노을의 멤버이다.

## 학력
- 경문고등학교
- 경기대학교 다중매체영상학부

## 음반 활동

### 앨범
- 2007년: 1집: 《A Path Of Love》
- 2008년: 디지털 싱글: A Serenade

### 참여 음반
- 2006년: 《길건 2집 Baby G》 - 널 보내도 (피쳐링)
- 2008년: 《룸메이트 OST》 - 있잖아 나말야
- 2009년: 《강균성 & 니콜 Happy And》
- 2015년: 《펀치 OST》 - 그대 없는 날들

## 가수 외 활동

### 예능
- 2006년: KBS2 《스타 골든벨》
- 2006년: MBC 《말(言) 달리자》
- 2008년: SBS MTV 《UFO 대작전》
- 2011년: SBS 《도전 1000곡》 - 177회 게스트
- 2012년: KBS2 《세대공감 토요일》
- 2012년: SBS 《2012 설특집 스타 애정촌》
- 2012년: MBC 《놀러와》
- 2012년: KBS2 《청춘불패 시즌2》 - 26회 게스트
- 2013년: JTBC 《히든싱어2》 - 박진영편 모창능력자 출연, 2R 탈락
- 2014년: KBS2 《불후의 명곡: 전설을 노래하다》
- 2015년: KBS2 《대국민 토크쇼 안녕하세요》 - 208회 게스트
- 2015년, 2016년: MBC 《황금어장 라디오스타》 - 412회, 481회 게스트
- 2015년: MBC 《세바퀴》 - 286회 게스트
- 2015년: MBC 《무한도전》 - 무도큰잔치, 식스맨 편
- 2015년: KBS2 《위기탈출 넘버원》 - 473회 게스트
- 2015년: JTBC 《학교 다녀오겠습니다》
- 2015년: SBS 《런닝맨》
- 2015년: MBC 《마이 리틀 텔레비전》
- 2015년: SBS 《썸남썸녀》
- 2015년: tvN 《촉촉한 오빠들》
- 2015년: tvN 《SNL 코리아》 - 15회 게스트
- 2015년: MBC 《미스터리 음악쇼 복면가왕》 - 집나온 수사자(1회), 웃는 얼굴에 수박씨(17회, 18회), 49회 50회 게스트
- 2015년: SBS 《동상이몽, 괜찮아 괜찮아》
- 2015년: KBS2 《아이돌 전국 노래자랑》 - 심사위원
- 2015년: SBS 《정글의 법칙》
- 2016년: JTBC 《아는 형님》 - 18회 게스트
- 2016년: MBC 《듀엣가요제》 - 정규편성 후 첫회(1회) 게스트
- 2016년: tvN 《집밥 백선생 시즌 2》 - 20회 게스트
- 2016년: JTBC 《헌집줄게 새집다오 시즌2》 - 5회 게스트
- 2016년: KBS2 《해피투게더》 - 469회 게스트
- 2016년: JTBC 《잘 먹겠습니다》 - 16회 손님
- 2017년: MBC 에브리원 《아찔한 캠핑》 - 1회
- 2018년: tvN 《비밀의 정원》 7월 7일

### 드라마 & 시트콤
- 2006년 : MBC 《레인보우 로망스》 (특별출연)
- 2012년 : tvN 《응답하라 1997》 - 어린 성동일 역 (특별출연)
- 2015년 : 엠넷 《더 러버》 - 류성균 역 (특별출연)
- 2016년 : KBS2 《퍼펙트 센스》 - 안내견 훈련사 도성준 역
- 2016년 : KBS2 《마음의 소리》
- 2018년 : JTBC 《으라차차 와이키키》 - 가면가왕 강균성 역 (특별출연)

### 라디오
- 2015년 : KBS 제2FM (KBS 쿨 FM) 《장동민 레이디제인의 2시!》
- 2015년 : KBS 제2FM (KBS 쿨 FM) 《김성주의 가요광장》
- 2015년, 2016년 : KBS 제2FM (KBS 쿨 FM) 《슈퍼주니어의 키스 더 라디오》 - 아는 누나 아는 오빠 패널, 스폐셜 DJ(16.10.10~16.10.16)
- 2016년 : KBS 제2FM (KBS 쿨 FM) 《박명수의 라디오쇼》
- 2016년 : KBS 제2FM (KBS 쿨 FM) 《이홍기의 키스 더 라디오》 - 사람이 필요해 패널
- 2015년, 2016년 : MBC FM4U 《2시의 데이트 박경림입니다》
- 2016년 : MBC FM4U 《오후의 발견, 김현철입니다》
- 2015년 : MBC 표준FM 《정준영의 심심타파》
- 2015년 : MBC 표준FM 《박정아의 달빛낙원》
- 2016년 : MBC 표준FM 《백지영의 별이 빛나는 밤에》 - 스폐셜 DJ(16.03.09~16.03.10)
- 2015년 : SBS 파워FM 《파워 스테이지 더 라이브(Power Stage THE LIVE)》
- 2015년, 2016년 : SBS 파워FM 《두시탈출 컬투쇼》
- 2015년, 2016년 : SBS 파워FM 《박소현의 러브게임》